# Fürstenhof (Wismar)

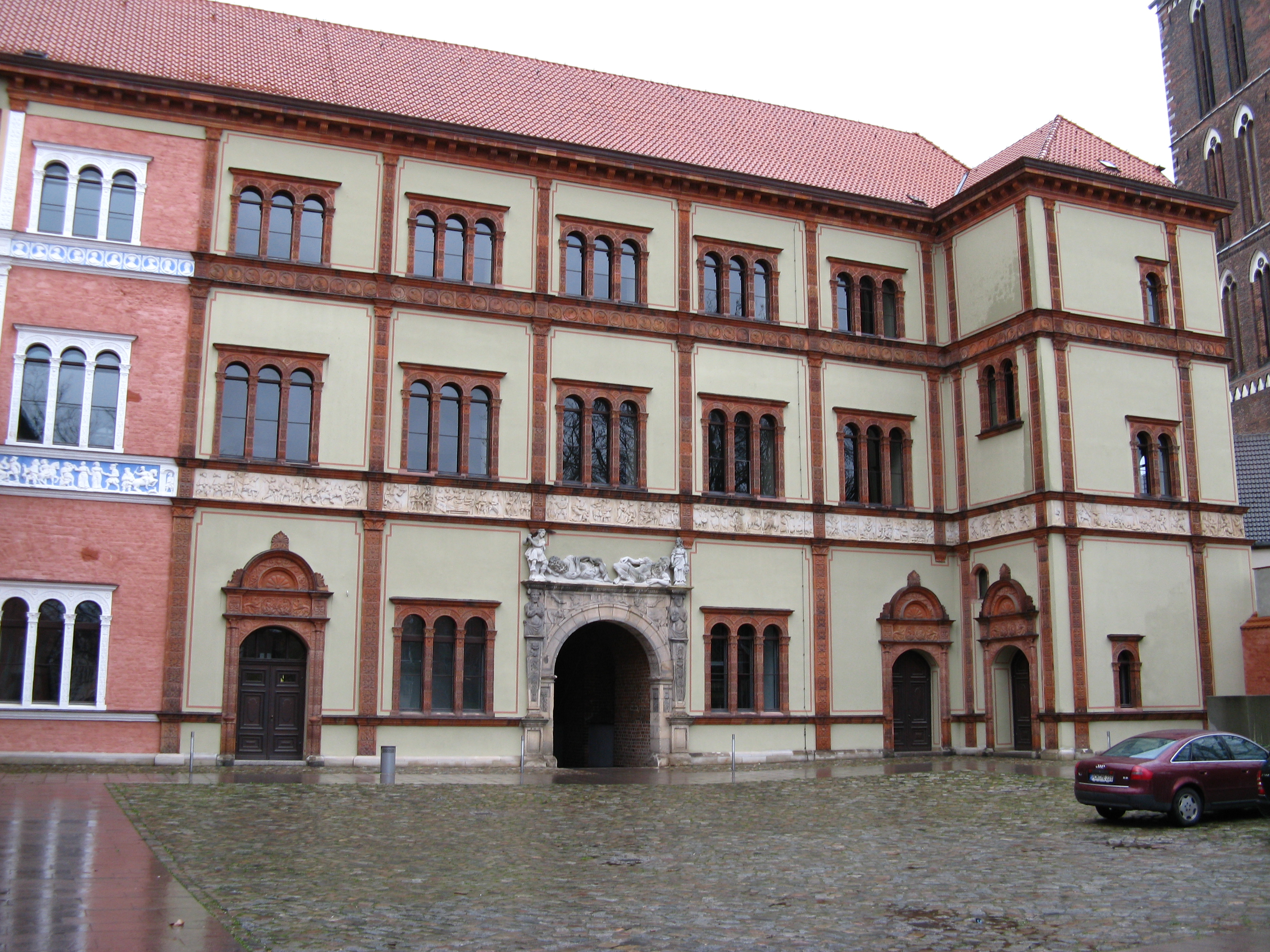
Fürstenhof, Hofansicht. Im Bereich der linken Fensterachse wurde die ursprüngliche Farbfassung rekonstruiert.

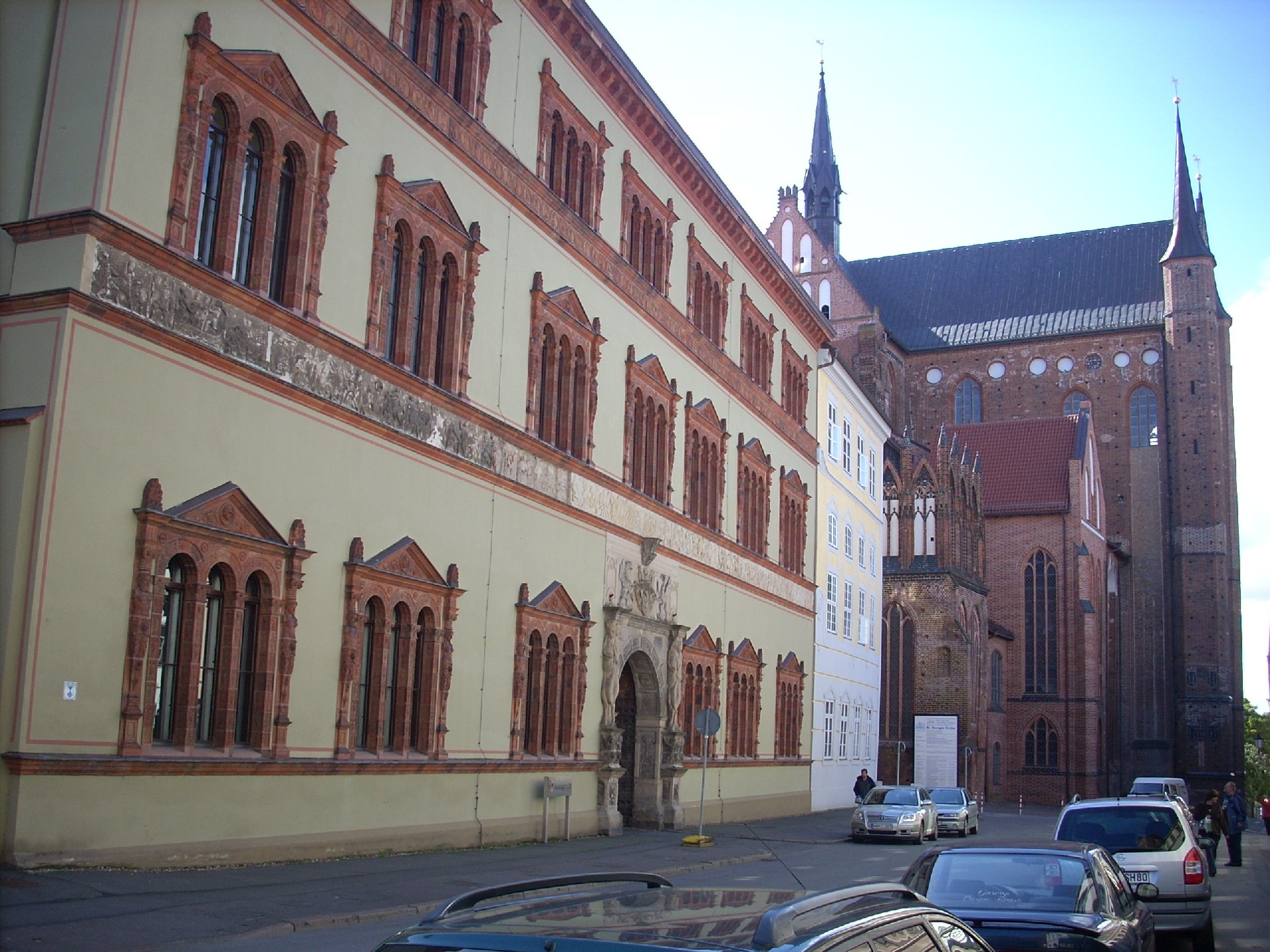
Fürstenhof, Straßenseite

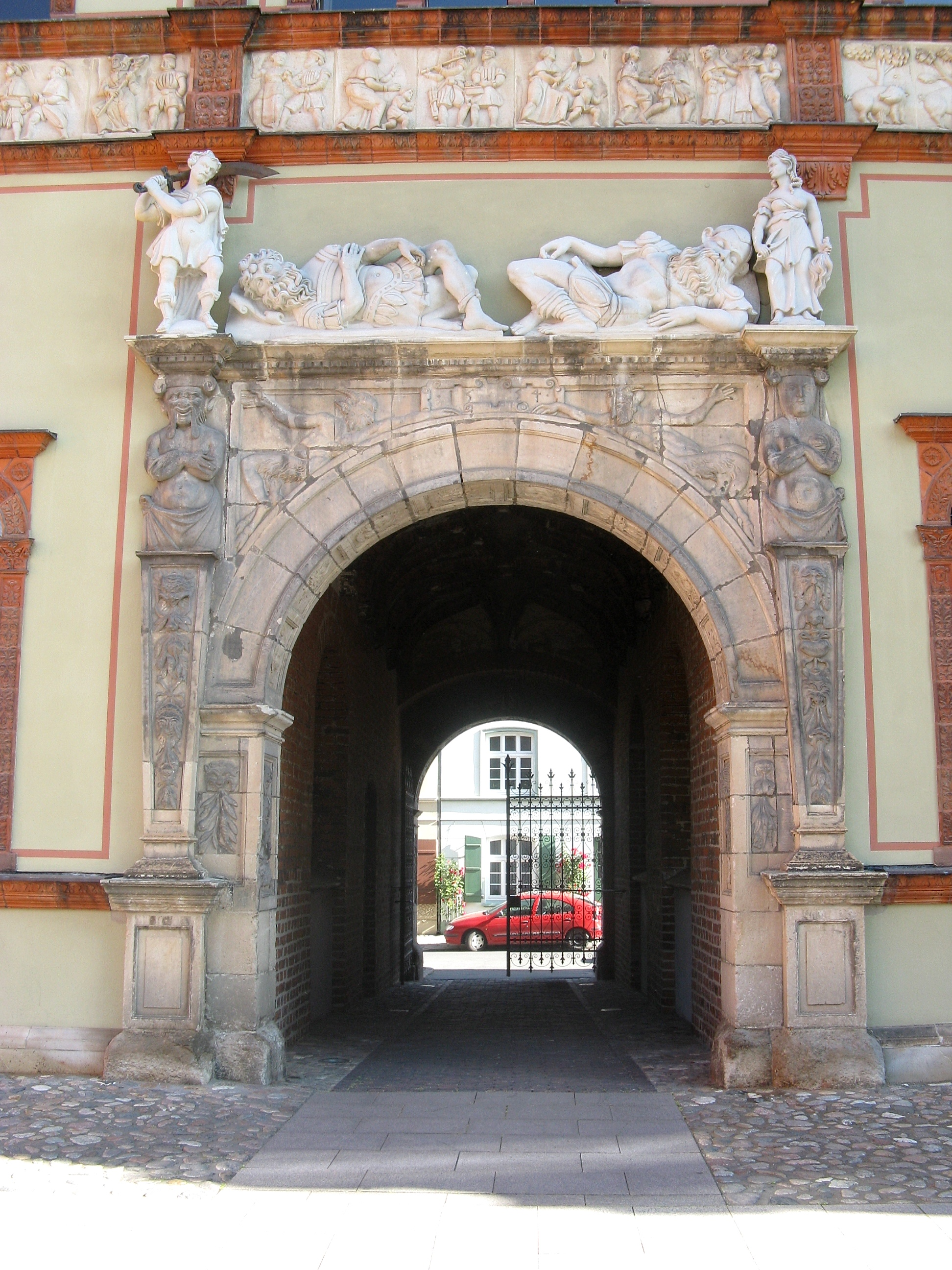
Portalgestaltung der Durchfahrt, Hofseite

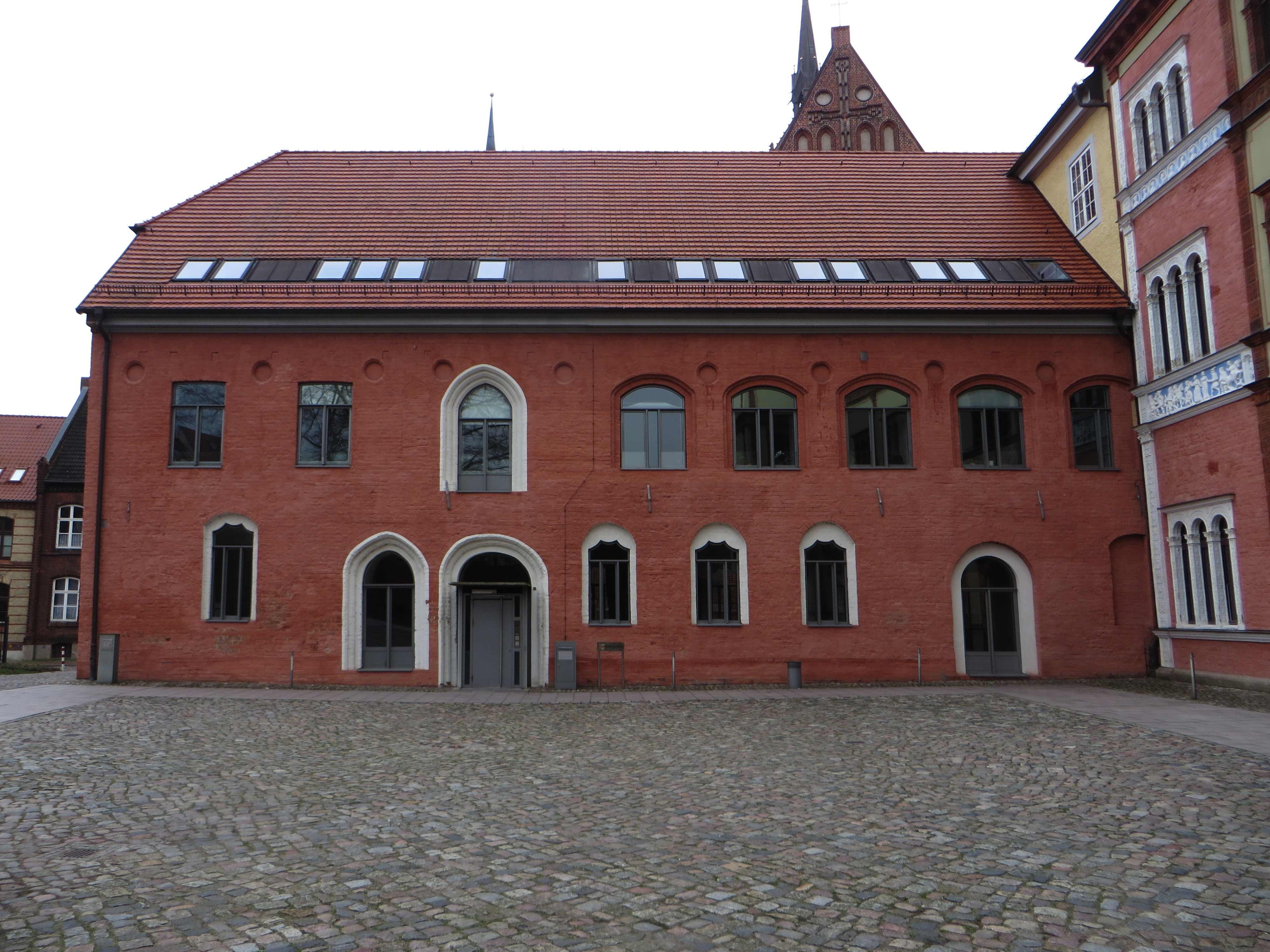
Alter Hof

Der Fürstenhof in Wismar ist ein bedeutendes Bauwerk der mecklenburgischen landesfürstlichen Residenzarchitektur. Er stellt nicht nur das erste bedeutende Renaissance-Bauwerk Mecklenburgs dar, sondern bildet auch den stilbildenden Prototyp des Johann-Albrecht-Stils, dem für diese Epoche große regionale Bedeutung zukommt.

## Geschichte
Der Fürstenhof wurde in unmittelbarer Nachbarschaft von St. Georgen als Residenz der mecklenburgischen Herzöge in Wismar in zwei Abschnitten errichtet und teilweise durch Umbauten stark überformt.
Der ältere Teil (Alter Hof) entstand als zweistöckiges Gebäude der Spätgotik aus Anlass der zweiten Hochzeit von Herzog Heinrich V. mit Helene von der Pfalz in den Jahren 1512/13 als Flügelbau an St. Georgen angrenzend auf dem westlichen Teil des Areals. Das Erdgeschoss ist mit Kreuzgewölben und Vorhangbogenfenstern versehen. Bereits Ende des 19. Jahrhunderts war dieser Baukörper durch Überformung seiner gotischen Merkmale weitgehend beraubt.  
Den Neuen Hof ließ Herzog Johann Albrecht I. 1553/54 für seine Hochzeit mit Anna Sophie von Preußen errichten. Das dreigeschossige Bauwerk nach Plänen von Gabriel von Aken und Valentin von Lyra wurde nach oberitalienischen Vorbildern errichtet. Dazu musste ein an gleicher Stelle befindlicher gotischer Festsaal von 1506 abgerissen werden, dessen äußeres Mauerwerk aber teilweise für den Neubau genutzt wurde. Drei gestreckte Geschosse werden durch Friese optisch getrennt und an der Hofseite durch Pilaster in sieben Joche geteilt. In jedem Joch befindet sich ein dreiteiliges Fenster. Die Stadtseite hingegen weist keine Pilaster auf, dafür sind hier die Fenstereinfassungen reicher geschmückt, sowie Dreiecksgiebel über den Fenstern angebracht. Das Gebäude hat eine mittige Tordurchfahrt. Die baugeschichtliche wie kunsthistorische Bedeutung dieses Gebäudes geht auf den überaus reichen Fassadenschmuck zurück. Dieser ist teilweise in Haustein (Kalkstein), überwiegend jedoch in Terrakotta ausgeführt. Wie bereits beim Schweriner Schloss (und später auch Gadebuscher Schloss) wurden die Fassaden des Fürstenhofs mit Reliefplatten aus der Werkstatt des Statius von Düren reichhaltig verziert, Portale und Fensterlaibungen entsprechend hervorgehoben. Themen der Friese sind die Sagenwelt der Klassik und Gleichnisse der Bibel. In der Literatur wird die Parallele zu den Palazzi der italienischen Terracottastadt Ferrara gezogen und der 1508 gebaute Palazzo Roverella als direktes Vorbild des Bauherrn identifiziert. Teile der Friese wurden 1976 kopiert.
Ursprünglich präsentierten sich die Außenfassaden anders als heute. Die Wandflächen waren von einer roten, steinsichtigen Kalkschlämme überzogen, während die Terrakotten weiß gefasst und die Reliefs blau hinterlegt waren. Einen gewissen Eindruck vom früheren Erscheinungsbild des Fürstenhofes kann man heute im Innenhof gewinnen, wo man die Farbfassung an einer Fensterachse exemplarisch rekonstruiert hat.

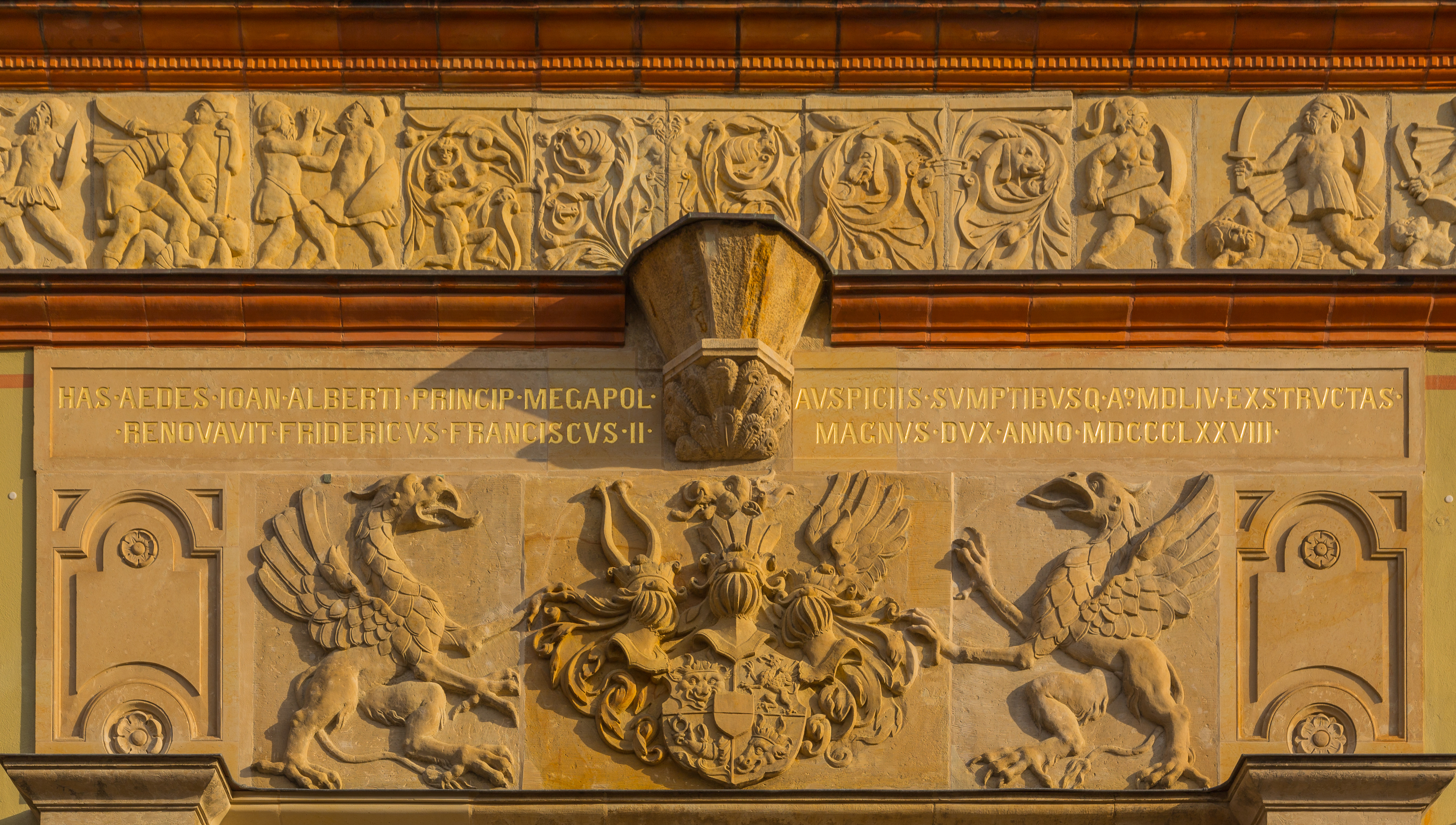
Lateinische Inschrift zur Erinnerung an die Vollendung der Restaurierung 1878

Bis zum 19. Jahrhundert erfuhr der Fürstenhof nur sporadische Instandsetzungsarbeiten. Insbesondere durch die Nutzung des schwedischen Tribunals fanden einige Umgestaltungen statt. Im Jahr 1876 wurde die Unterbringung des Amtsgerichtes beschlossen, was den Anlass zu einer grundlegenden Restaurierung des Bauwerkes bot. Der Auftrag für dieses Projekt ging an Carl Luckow, der bereits restauratorische Erfahrungen am Schweriner Schloss sammeln konnte (gemeinsam mit Georg Adolph Demmler und Hermann Willebrand). Da ihm nur begrenzte finanzielle Mittel zur Verfügung standen, beschränkte sich Luckow auf die Restaurierung des Außenbaus. Luckows Restaurierungsarbeiten waren geprägt von einer freien Rekonstruktion einerseits und einer getreuen Wiederherstellung andererseits. Als besonders problematisch gelten seine Erneuerungen der Fenster der Straßenseite. Die ursprünglich im Florisstil gehaltene Rahmung musste zugunsten einer aufwändigen Ornamentik weichen, die sich an italienischen Vorbildern der Frührenaissance orientierte. Auch auf der Hofseite griff Luckow erheblich in das Original ein. Er reduzierte die vorhandenen vier Portale auf drei, während er gleichzeitig deren Gestaltung vereinheitlichte. Die bildhauerischen Restaurierungsarbeiten am Terrakottafries übernahm der Rostocker Porträtbildhauer Röper. Im Zuge der Instandsetzungsarbeiten wurde der Fürstenhof verputzt.
1951 bis 1952 erfolgte eine erneute Restaurierung des Neuen Hofes. Von 1999 bis 2002 wurde der gesamte Gebäudekomplex grundlegend saniert.

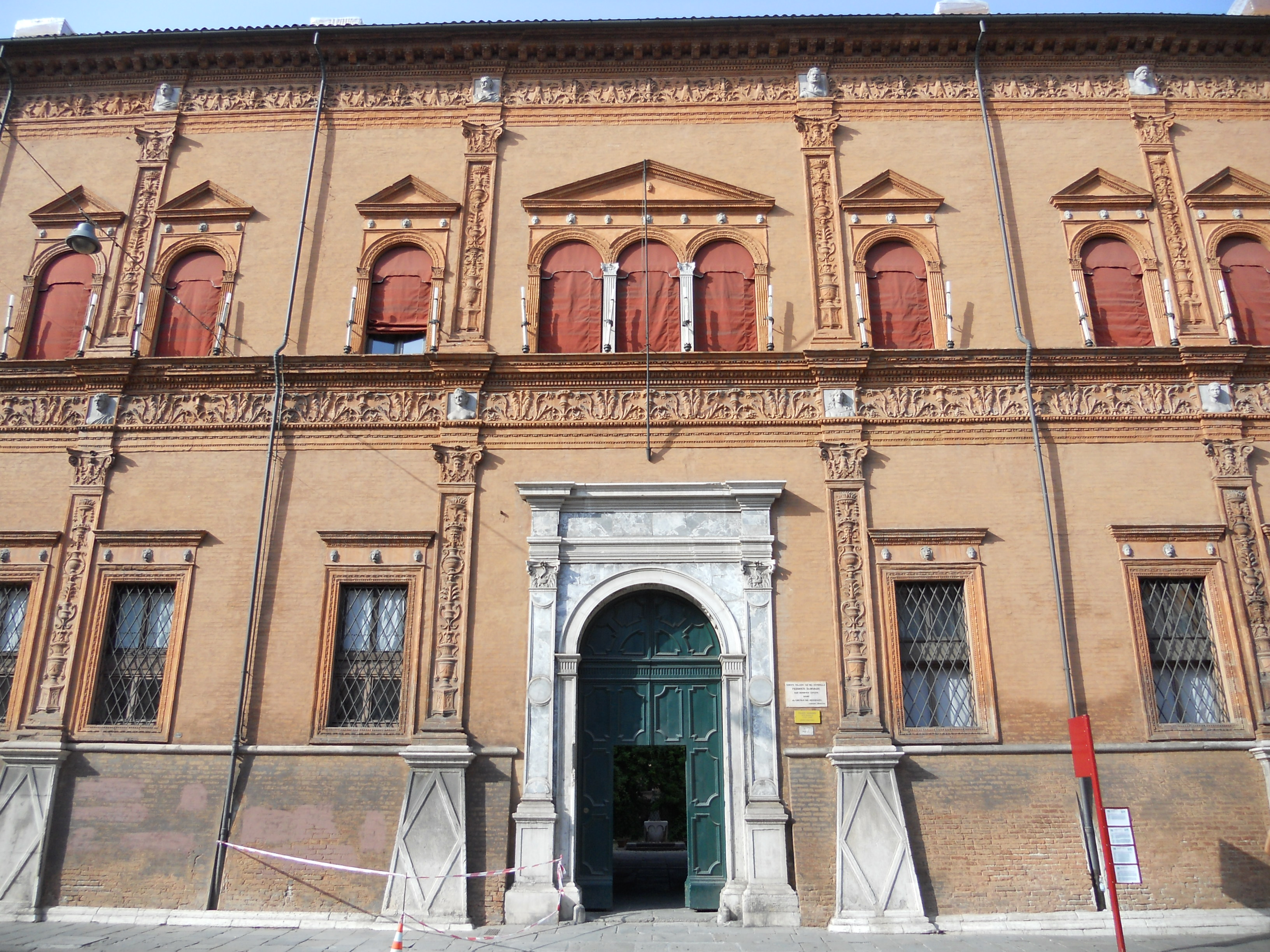
Das Vorbild für den Fürstenhof: Palazzo Roverella in Ferrara, erbaut 1508

## Nutzung
Mit der Übergabe Wismars an das Königreich Schweden endete die Nutzung des Fürstenhofs als Residenz der mecklenburgischen Herzöge in der Stadt. Im Westfälischen Frieden erhielt Schweden für seine Besitzungen im Reich auch das Privilegium de non appellando. Dieses verbot den Zugang zu den obersten Reichsgerichten und brachte die Notwendigkeit der Errichtung eines eigenen obersten Gerichtes mit sich. Dafür wurde in dem Gebäude 1653 das rasch sehr angesehene Wismarer Tribunal eingerichtet. 1802 wurde das Gericht zunächst nach Stralsund, dann nach Greifswald verlegt. In den Zeiten der DDR waren im Fürstenhof das Kreisgericht des Kreises Wismar, der VEB (Kombinat) Geodäsie und Kartographie und das Stadtarchiv untergebracht. Heute ist der Fürstenhof Sitz des Amtsgerichts Wismar.